# Stadionul Marin Anastasovici
Stadionul Marin Anastasovici – stadion piłkarski w Giurgiu, w Rumunii. Obiekt może pomieścić 8500 widzów. Swoje spotkania rozgrywają na nim piłkarze klubu Astra Giurgiu.
Dawniej gospodarzem obiektu był klub Dunărea Giurgiu. W 2010 roku został on przejęty przez właściciela innego klubu, Astry Ploeszti. W 2012 roku Dunărea została rozwiązana, a Astra została przeniesiona z Ploeszti do Giurgiu, zmieniając tym samym nazwę na Astra Giurgiu. Rozpoczęto także znaczące inwestycje w infrastrukturę stadionu, zlikwidowana została bieżnia lekkoatletyczna, w 2013 roku oddano do użytku nową trybunę wschodnią, a rok później otwarto również trybunę za południową bramką. W sezonie 2015/2016 Astra zdobyła Mistrzostwo Rumunii. 23 marca 2016 roku na obiekcie towarzyskie spotkanie rozegrała reprezentacja Rumunii, pokonując 1:0 Litwę.